# Globicephala macrorhynchus
Espèce
Statut de conservation UICN

 LC  : Préoccupation mineure
Statut CITES
Le globicéphale tropical (Globicephala macrorhynchus), globicéphale du Pacifique ou globicéphale de Siebold, est une espèce de globicéphales, des cétacés de la famille des Delphinidés.
Le globicéphale tropical est reconnaissable à sa couleur qui varie du gris foncé au noir et les mâles sont caractérisés par la forme arrondie de leur aileron dorsal. Adulte, ce dauphin mesure entre 5 et 7 mètres de long et peut peser jusqu’à 4 tonnes.
On peut les observer entre autres aux Îles Canaries ou en Polynésie.
À ne pas confondre avec la fausse orque présente dans la même aire de répartition mais sensiblement différente physiquement. Le globicéphale tropical est assez proche morphologiquement de son cousin le globicéphale noir (Globicephala melas), mais on ne les rencontre pas aux mêmes endroits.

## Description

### Morphologie
Le corps du globicéphale tropical est robuste et il présente une longue queue. Il possède des nageoires courtes et une grosse tête globulaire caractéristique (« globi » signifie rond et « cephala » signifie tête). Le bec est à peine discernable ou inexistant, ce qui permet de le distinguer de la plupart des autres dauphins. La forme de la tête varie considérablement avec l'âge et avec le sexe, les mâles présentant une tête plus globuleuse que les femelles. Les mâles adultes sont beaucoup plus gros que les femelles et ils ont un grand front parfois carré qui surplombe leur museau. Comparé au globicéphale à nageoires longues (G. melas), son parent d’eau froide, le globicéphale à nageoires courtes a un crâne plus court et plus large. Ces deux espèces sont difficilement discernables en mer, les différences étant la longueur des nageoires pectorales, la forme du crâne et le nombre de dents.
Des caractères tels que la taille ou la pigmentation peuvent varier au niveau inter-individuel ou au niveau inter-populationnel.
Le corps du globicéphale tropical est de couleur noir à gris brunâtre foncé. C’est pour cette raison qu’un de leurs noms communs est « Blackfish » (poisson noir). Au niveau de leur dos, ils possèdent une nageoire dorsale située à environ un tiers du corps en partant de la tête. Elle est courbée, basse, large au niveau de la base et elle varie en fonction de l’âge et du sexe. Sa forme est le meilleur indice pour distinguer les globicéphales tropicaux des autres espèces telles que les faux orques, les rorquals pygmées ou les baleines à tête de melon. À l’arrière de cette nageoire dorsale, on peut retrouver une grande tâche de selle grise. Les nageoires latérales sont, quant à elles, longues, minces et falciformes.
Sur la face ventrale, on observe une longue ligne de couleur gris clair en forme d’ancre étendue de l’avant du corps jusqu’à la région génitale. Cette ligne a tendance à s’assombrir au fil des années.
La bouche comporte de 7 à 9 dents courtes, dures et pointues, de chaque côté de la mâchoire. Leur dentition réduite de 14 à 18 dents est typique des cétacés mangeurs de calamars. Ils s’alimentent « par piston et par aspiration ».

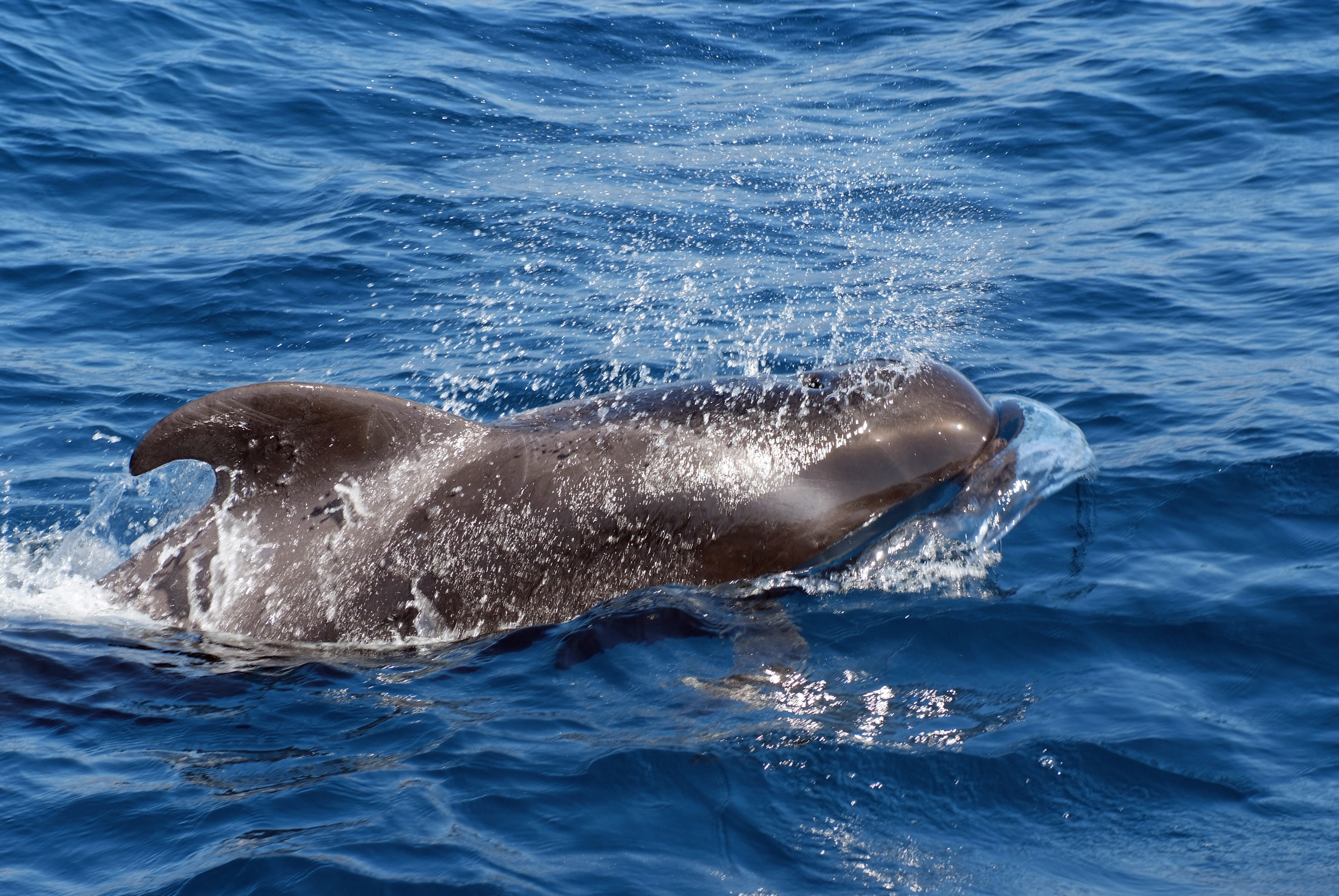
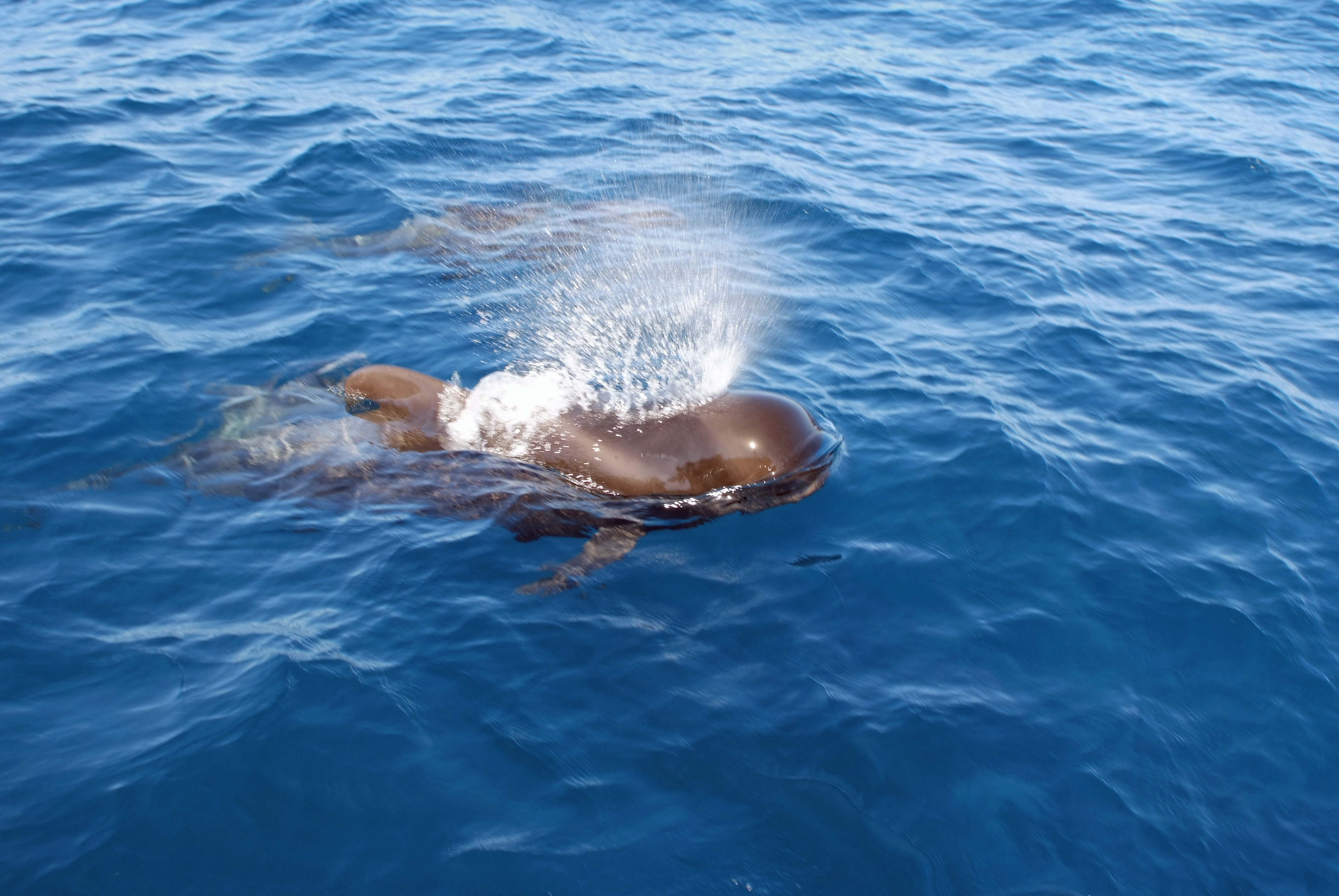
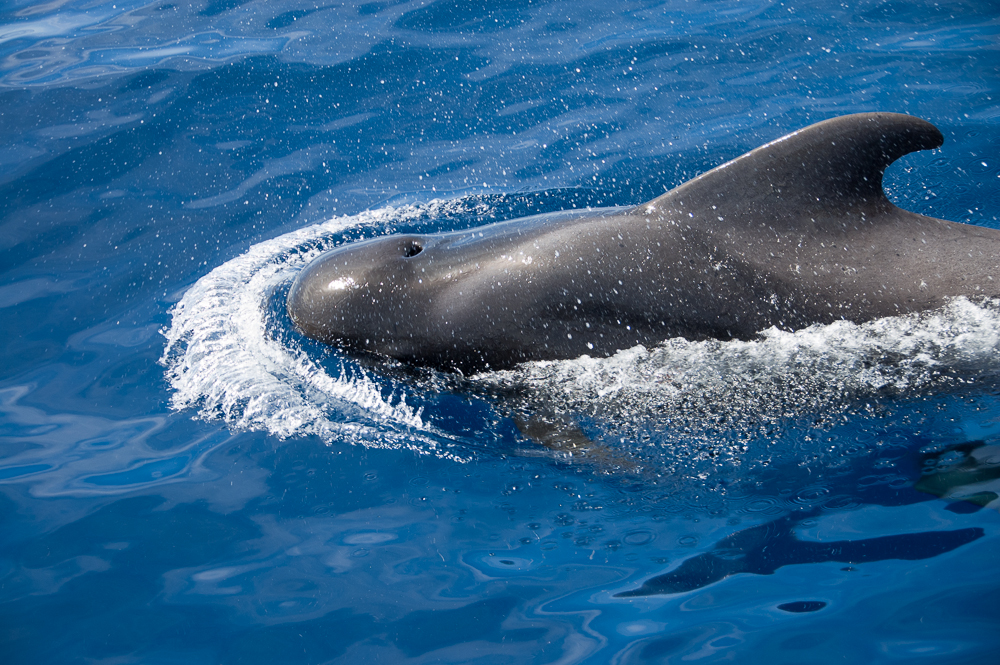
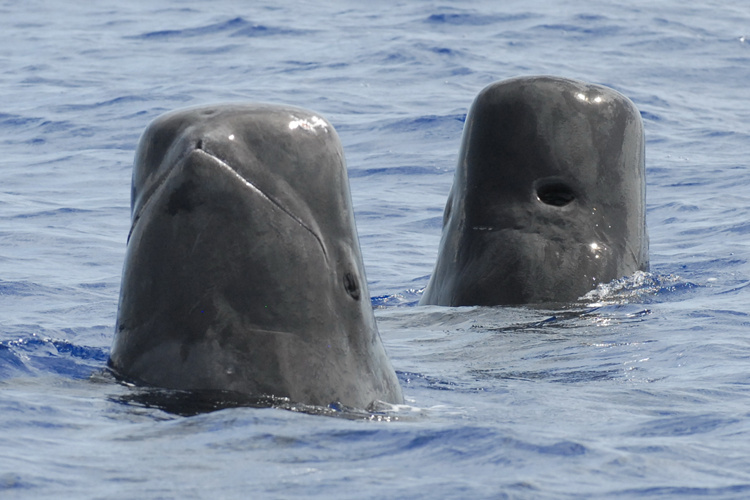
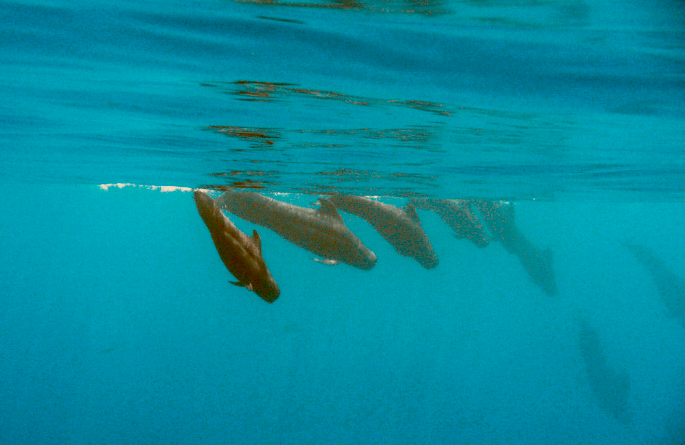

### Mensurations
En moyenne, les mâles mesurent de 5,5 à 7,2 m de long pour 3 200 kg alors que les femelles sont plus petites. Elles ont une longueur variant de 4,3 à 5,5 m et un poids de 1 500 kg. À la naissance, ils mesurent 1,4 à 1,7 m de long. Leur nageoire dorsale mesure environ 30 cm et leurs nageoires pectorales font 1/6 de la longueur de leur corps.

## Écologie et comportement

### Comportement social
L’organisation sociale varie selon la localisation de la population. Le globicéphale à nageoires courtes n’est pas une espèce solitaire, il vit dans des groupes stables allant généralement de 15 à 50 individus (jusqu’à plusieurs centaines de membres.) On appelle ces groupes de cétacés, des pods. Les liens sociaux sont forts entre les différents membres du pod. Il est rare de voir un globicéphale tropical seul. Au sein de ces pods, on retrouve des individus représentatifs de toutes les classes d’âge et de sexe. Cependant, ils sont tout de même constitués en majorité de femelles à maturité, avec un ratio approximatif d’un mâle mature pour huit femelles matures. Il est très rare qu’un individu se détache du groupe principal. Lorsqu’une scission dans le groupe se produit, les deux groupes tentent de se rejoindre. Ces pods présentent une structure matrilinéaire très stable où les progénitures restent avec leur mère pendant de nombreuses années.
Il existe trois types d’organisation sociale au sein des populations situées en Californie: les groupes de voyageurs et de chasseurs (aussi appelés lignes de chœur), les groupes alimentaires et les groupes de détente. Dans les groupes de voyageurs et de chasseurs, les membres nagent en rangs pouvant s’étendre jusqu’à 3 km de large. Les globicéphales tropicaux sont séparés selon leur sexe et leur âge. Dans les groupes alimentaires, il arrive parfois que tous les membres nagent dans la même direction mais ils ne forment pas un pod distinct étant donné que les individus ont tendance à rester assez indépendants les uns des autres. Le groupe de détente, constitué de 12 à 30 membres, regroupe des individus relativement stationnaires. Lorsqu’on les observe, les individus flottent à la surface, relativement proches les uns des autres. Une grande diversité de comportements est observée dans ces groupes de détente, notamment l’accouplement.
Les globicéphales tropicaux sont souvent aperçus avec des grandes baleines, des dauphins et des otaries. Ils sont parfois également observés avec d’autres espèces telles que le thon jaune (Thunnus albacares), des espèces appartenant au genre Stenella ou encore le dauphin à gros nez (Tursiops truncatus).
Ils interagissent aussi avec les baleines à tête de melon (Peponocephala electra) dans les eaux hawaïennes. Ces baleines se nourrissent également de calmars et étant donné que les globicéphales sont extrêmement efficaces pour détecter la nourriture, elles profitent de leur compétence.

### Comportement alimentaire
Les globicéphales tropicaux font des plongées énergiques pour chasser leurs proies présentes dans les profondeurs Les plongées à plus de 500 mètres sont souvent attribuées à une activité de recherche de nourriture et peuvent aller jusqu’à 1 000 m, Ces sprints vers le bas sont coûteux en énergie et en oxygène et ils peuvent atteindre une vitesse de 5,5 m/s. Ils se nourrissent principalement la nuit car les proies migrent verticalement. Pendant la journée, ils ont plus tendance à se reposer, voyager et sociabiliser. La chasse leur fait parcourir de longues distances. Comme pour d’autres espèces de baleines et de dauphins, l’écholocation est primordiale lors du comportement d’alimentation. Ils utilisent une longue série de clics d’écholocalisation entrecoupés de bourdonnements. Au fil du temps, leur comportement d’alimentation a évolué: la consommation en oxygène a été réduite et la profondeur d’alimentation maximale a été optimisée. Cette évolution a permis aux globicéphales tropicaux de chasser des proies spécifiques telles que le calamar géant.

### Comportement sexuel
L’accouplement est saisonnier et les globicéphales donnent naissance à un petit par intervalle de plusieurs années. Ce mammifère marin est sexuellement réceptif quasiment toute l’année mais il ne s’accouple pas pendant l’hiver. L’accouplement atteint un pic au début de l’été, ce qui entraine un pic de naissances à la fin de l’été suivant. À tout moment, environ 10% des femelles sont enceintes. Elles ont plusieurs partenaires, elles ne s’accouplent donc pas avec le même individu durant toute leur vie. De plus, les femelles s’accouplent avec des mâles qui ne font pas partie de leur propre pod. Ces mâles semblent pénétrer le groupe pour une courte période durant laquelle ils fécondent plusieurs femelles. Ce comportement contribue à maintenir un brassage génétique à l’intérieur des pods. Par la suite, la mère ainsi que les autres femelles du groupe s’occupent des petits.

### Comportement juvénile
Les petits mâles quittent généralement leur pod après le sevrage alors que les femelles restent dans le pod dans lequel elles sont nées. Le sevrage dure 24 mois mais les juvéniles ne deviennent indépendants qu’à l’âge de 3 ans. Cependant, des associations entre les mères et les jeunes peuvent durer jusqu’à l’âge de la maturité sexuelle chez les mâles et peut-être même après la maturité chez les femelles.
Les femelles cessent pratiquement de croître à leur maturité sexuelle, vers l’âge de neuf ans. La croissance des mâles est similaire à celle des femelles jusqu’à l’âge de neuf ans. Ensuite, ils connaissent une poussé de croissance secondaire.
Lors des remontées à la surface de l’eau, les juvéniles ont tendance à sortir tout leur corps hors de l’eau alors que les adultes ne montrent que le sommet de leur tête.

### Alimentation
Le globicéphale à nageoires courtes est une espèce principalement teutophage (leur régime se constitue essentiellement de calamars) bien qu’il consomme également des petits poissons Par jour, ils mangent jusqu’à 45 kg de céphalopodes obtenus à la suite des plongées en haute mer. Hernandez-Garcia et Martin (1994). ont analysé le contenu des estomacs de deux globicéphales tropicaux trouvés sur les îles Canaries et ils ont constaté qu’ils étaient remplis de céphalopodes. Ils se nourrissent d’espèces d’eau profonde.
Une étude menée sur 11 globicéphales tropicaux de Caroline du Nord a montré qu’ils consomment Brachiotehtis riisei, une espèce océanique, Taonius pavo et Histioteuthis reversa. Ils mangent aussi des otolithes appartenant au genre de poisson Scopelogadus. Il existe une différence considérable entre le régime alimentaire des Globicephala melas, se nourrissant principalement de calmars à longues nageoires (Loligo pealei) et les Globicephala machroryncus, chassant des espèces d’eau profonde.

### Reproduction et longévité
Le globicéphale à nageoires courtes atteint la maturité sexuelle à l’âge de 8-9 ans pour les femelles et de 12-16 ans pour les mâles. Entre 11 et 40 ans, une femelle donne naissance à 4 ou 5 petits avec, en moyenne, un petit qui naît tous les 3 à 5 ans. À leur naissance, les jeunes seront allaités pendant 20 à 22 mois. Les vieilles femelles mettent bas pour la dernière fois vers 40 ans et peuvent garder leur dernier petit pendant 15 ans.
Le cycle de reproduction féminin est estimé à 3 ans. La période de gestation, quant à elle, dure 15 mois et demi. L’espèce a donc un faible taux de gestation annuel estimé à 13%. Les femelles sont ménopausées vers 40 ans alors que les mâles se reproduisent jusqu’à leur mort. Les femelles post-reproductives peuvent cependant continuer à allaiter jusqu’à 15 années supplémentaires. Cela entraine une structure sociale complexe où les femelles plus âgées peuvent donner un allaitement prolongé à leurs propres petits ou à des petits apparentés. Ainsi, les femelles plus âgées sont importantes au sein du pod car elles contribuent à la survie des individus plus jeunes.

Les femelles vivent en moyenne plus longtemps que les mâles : elles vivent jusque 63 ans, contrairement aux mâles dont la longévité maximale est de 46 ans.

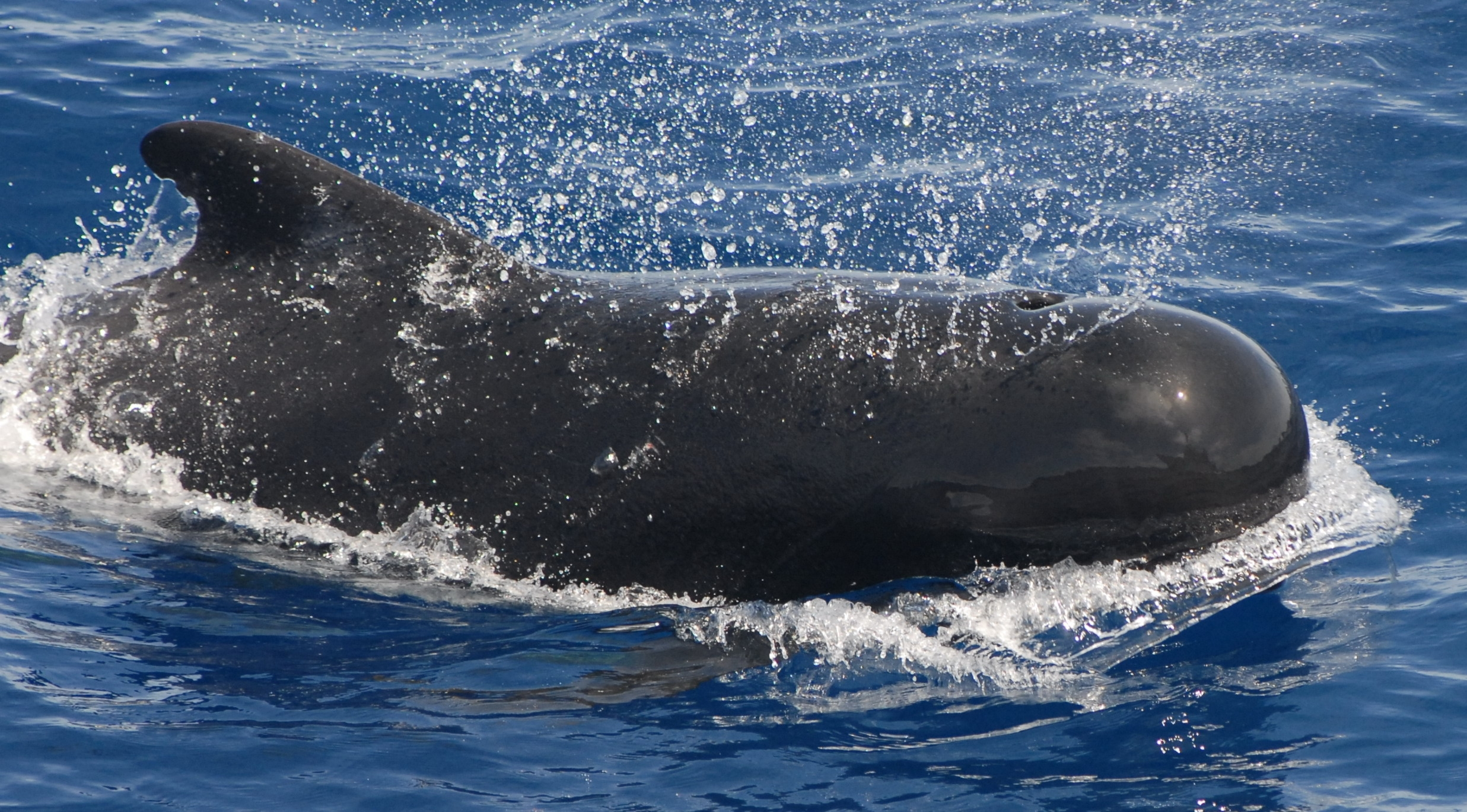
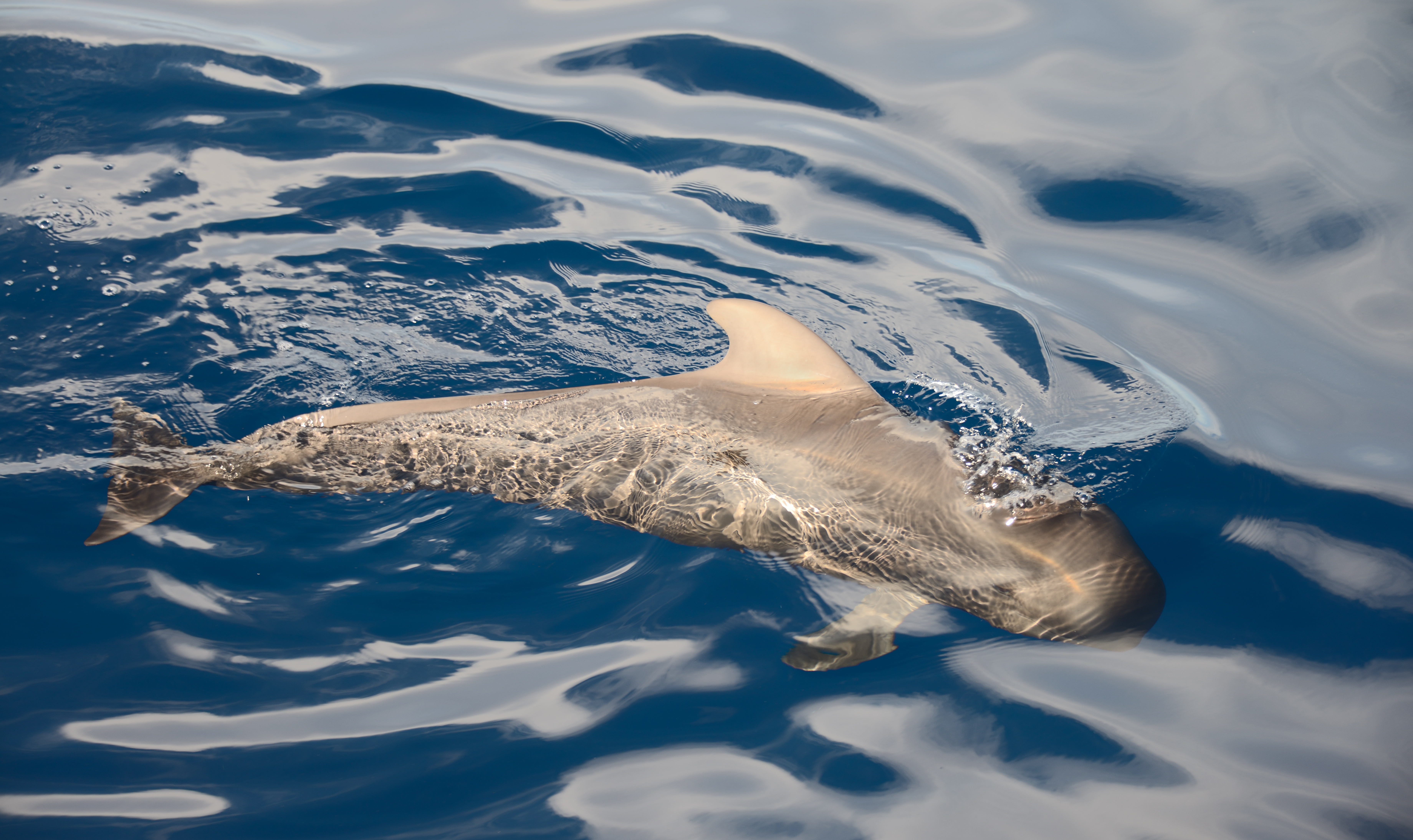

### Plongée
Les baleines passent un temps considérable en surface (plus de ¾ de leur temps), elles n’ont qu’un faible taux de plongée,
Les plongées les plus profondes ont lieu pendant la journée mais à l’inverse, des longues périodes de plongée peu profonde se produisent également la journée. Une étude a montré qu’en journée, les globicéphales à nageoires courtes peuvent plonger jusqu’à 21 minutes à une profondeur maximale de 1 018 m.
Ils subissent des changements spectaculaires de température lors des plongées profondes.

### Communication
Ils communiquent visuellement, physiquement et acoustiquement. En effet, le comportement de communication est largement répandu parmi les espèces de delphinidés sociaux. Ces signaux de communication sont donc exprimés par un comportement de contact physique ou visuel. Les globicéphales tropicaux produisent une variété de comportements sous-marins non acoustiques lors d’interaction avec d’autres individus.
Tout comme la plupart des espèces de cétacés, ils communiquent acoustiquement avec leurs congénères afin de naviguer, chasser et explorer. Pour ce faire, ils utilisent des appels et des sifflets. Les signaux sonores et les clics servent à l’écholocation c’est-à-dire à la localisation d’obstacles et de proies par émission de sons. La distance est évaluée selon le temps de retour de leur écho. Étant donné qu’ils plongent profondément pour chasser, l’air du système nasal est recyclé dans le but de maintenir la production sonore. Une étude a montré que les globicéphales tropicaux peuvent communiquer en chassant à 800 m de profondeur. Les signaux sonores sont plus brefs dans les profondeurs que ceux émis à la surface ou dans les eaux moins profondes.
Le globicéphale tropical a une plage d’audition compris entre 10 et 120 kHz, avec une grande sensibilité autour de 40 kHz.
Concernant la communication physique, elle est souvent observée entre la mère et son jeune. La mère pousse le petit à la surface en lui claquant la queue. De plus, ils sont généralement très proches l’un de l’autre. Cette proximité a plusieurs objectifs : la protection du petit et l’enseignement de compétences telles que la chasse.
La communication visuelle est couplée avec la communication acoustique. Étant donné que le globicéphale à nageoires courtes chasse dans les eaux profondes, ses yeux sont particulièrement adaptés à ces conditions.

## Répartition et habitat

### Habitat
On retrouve le globicéphale à nageoires courtes dans les eaux tempérées chaudes et dans les eaux tropicales du monde entier, sur les bords extérieurs des plateaux continentaux. Il vit dans les eaux relativement chaudes présentant des températures de 15 ou 16 °C à leur surface. Il aime également les eaux profondes allant de 600 à 1 000 m de profondeur qui leur permettent de chasser de grandes proies telles que le calamar géant. Ces eaux profondes se situent principalement au bord du plateau continental et dans les profonds canyons sous-marins. Ils ne vont généralement pas plus au nord que 50°N et plus au Sud que 40°S. Leur zone d’habitat se chevauche avec celle des globicéphales à longues nageoires (Globicepala melas).

### Répartition
Dans l’océan Pacifique occidental au large du nord du Japon, la présence des globicéphales tropicaux est saisonnière, cela dépend de leur régime alimentaire de calamars. En 2009, la population s’élevait à 5 300 individus.
Dans l’océan Atlantique, on retrouve des populations le long de l’Amérique du Nord et du Sud ainsi que dans le golfe du Mexique et dans la Mer des Caraïbes.
Même s’il s’agit d’une espèce pantropicale, elle est parfois observée au nord dans des eaux tempérées plus fraiches: Hokkaido, Colombie-Britannique, Atlantique nord-ouest (New Jersey) et Atlantique nord-est (France).
Même si la répartition du globicéphale tropical est en grande partie complémentaire à celle du globicéphale noir, les deux espèces peuvent se chevaucher et coexister, par exemple au niveau de l’Atlantique nord-ouest.
On peut également rencontrer quelques globicéphales tropicaux errants dans la péninsule de l’Alaska.
Les limites sud de l’aire de répartition sont Sao Paulo, la province du Cap, l’Australie occidentale, la Tasmanie et le cap Farewell sur l’île du Nord en Nouvelle-Zélande.

### Migration
Il s’agit d’une espèce nomade dont les déplacements nord-sud dépendent de la présence des proies et de la température de l’eau. On le retrouve plus vers les côtes ou plus au large selon le mouvement des proies. À Hawaï, en Californie, au Japon et aux Iles Canaries, on retrouve des populations sédentaires, ce qui suggère que les proies sont suffisantes et que la température de l’eau est optimale.

## Systématique

### Taxonomie
Le nom « baleine-pilote » est apparu à la suite d'une première théorie selon laquelle les pods étaient « pilotés » par un chef. D’autres noms communs sont attribués au globicéphale à nageoires courtes: le « rorqual à tête plate » et le « poisson noir ». Ce dernier nom est un terme utilisé pour désigner de nombreuses espèces de petites baleines à dents de couleur foncée, y compris le cachalot pygmée et le faux épaulard.

### Histoire évolutive
Le globicéphale à nageoires courtes est une espèce présentant trois sous-espèces génétiquement et morphologiquement distinctes: le globicéphale Shiho, le globicéphale Naisa et le globicéphale à nageoires courtes de l’Atlantique. Au large du Japon, les globicéphales Shiho et les glociéphales Naisa ont des distributions géographiques différentes. Le Shiho apparaît dans l’est de l’océan Pacifique et le nord du Japon. Le Naisa est connu pour occuper des zones plus larges de l’océan Indien, du sud du Japon et de l’Asie du Sud-Est. Le globicéphale de l’Atlantique, quant à lui, vit dans l’océan Atlantique comme son nom l’indique. Les Shiho présentent une tête plus arrondie alors que les Naisa ont une tête plus rectangulaire.

## Le globicéphale et l'Homme

### La chasse
Avec certains requins, les humains sont les seuls prédateurs connus du globicéphale à nageoires courtes. Les humains chassent le globicéphale tropical en pratiquant la même technique que pour la chasse à la baleine. Ils sont chassés en petit nombre dans toute leur aire de répartition mais aussi intensément que les globicéphales à longues nageoires dans l’Atlantique Nord. Ils sont également chassés dans le Pacifique Sud au Japon et en Corée et dans les Petites Antilles.
Le globicéphale à nageoire courte est exploité depuis des siècles dans l’ouest du Pacifique Nord. Les plus grosses captures se produisent au large du Japon, dans des petites stations côtières de chasse à la baleine et dans des pêcheries. Elles mènent à la capture de quelques centaines de globicéphales tropicaux par an. Entre 1982 et 1985, 519 globicéphales tropicaux vivant au nord et 1 755 au sud ont été tués. Au total, 2 326 individus ont été capturés au Japon entre 1985 et 1989. Plus tard, en 1997, une capture de 347 globicéphales tropicaux a été enregistrée. Ce nombre a diminué par la suite avec 63 individus en 2004.
Sur l’île Saint-Vincent dans les Petites Antilles, environ 220 globicéphales à nageoires courtes sont pris par an dans une petite pêcherie active par intermittence.
Concernant l’état des pêcheries illégales, des chasseurs capturent environ 800 mammifères marins chaque année pour en faire des appâts ou encore pour la consommation humaine. Cela se produit dans le centre et le sud des Visayas, dans le nord de Mindanao et Palawan et aux Philippines.
Au Sud de la Californie, quelques globicéphales à nageoires courtes ont également été capturés vivants pour effectuer des recherches.

### Les prises accidentelles
Dans plusieurs zones, les globicéphales tropicaux sont aussi capturés accidentellement par des engins de pêche. Il y a probablement plus d’individus pris accidentellement que ce qui n’est rapporté.
En 2009, dans les eaux atlantiques des États-Unis, des globicéphales ont été capturés dans plusieurs pêcheries mais sans dépasser la prise annuelle autorisée en vertu de la législation américaine.
Sur base de données, on estime que la pêche aux calmars dans les eaux du sud de la Californie a conduit à la capture de 30 globicéphales tropicaux en une seule année. Entre 1993 et 1995, la pêche au fil maillant en Californie a pris en moyenne 20 individus par an. Étant donné que la capture dans les eaux américaines dépassait la limite permise, un plan de réduction a ensuite été mis en place.
Aux États-Unis, la mortalité et les blessures graves causées par la pêche à la palangre ont dépassé les niveaux d’élimination biologique définis dans la U.S. Marine Mammal Protection.
Dans l’océan Pacifique occidental au large du Japon, le nombre de G. macrorhynchus morts dans des filets passifs ou dans des pièges installés dans les pêcheries est évalué à 350-750 par an.

### Les menaces autres que la chasse
Concernant la pollution, les charges de contaminants contenues dans les globicéphales tropicaux sont très variables. D’une part, des concentrations élevées de DDT et de PCB ont été trouvées chez les individus de la côte pacifique des États-Unis au milieu des années 1970. D’autre part, des faibles concentrations ont été détectées dans les individus au large du Japon et dans les Antilles En 2003, une étude a également été menée sur les concentrations en oligo-éléments dans les tissus du foie, des muscles et de la graisse de deux globicéphales à nageoires courtes en Nouvelle-Calédonie dans le sud-ouest du Pacifique. Il a été démontré que les concentrations en Al, Cd, Co, Cr, Cu, Fe, Hg organique et total, Mn, Ni, Se, V et Zn étaient inférieures aux niveaux préoccupants. Le foie est l’organe d’accumulation le plus important pour Cd, Cu, Fe, Hg, Se et Zn. Par contre, plus tard, la graisse des globicéphales tropicaux a été testée positive à divers polluants tels que les PCB, les pesticides et le mercure. A contrario, elle a généralement de faibles concentrations d’oligo-éléments.
Concernant la pollution sonore, un échouage massif multi-espèces en Caroline du Nord comprenant des globicéphales tropicaux a été étudié par Honn et coll. (2006). Cet échouage a été associé dans le temps et dans l’espace à une activité navale utilisant un sonar actif à moyenne fréquence. En effet, en tant que cétacé en plongée profonde, il peut être sensible aux sons. On a aussi signalé des échouages coïncidant avec des exercices militaires au Japon.
Concernant le tourisme, le comportement naturel de plusieurs espèces de cétacés peut être perturbé, à court terme, par la présence de navires d’observation de baleines. Au large de Ténériffe, une étude a montré une corrélation significative entre le taux de comportements d’évitement et le nombre de navires d’observation autour d’un pod. Lorsqu’un ou deux navires sont présents, 28% des observations impliquaient des comportements d’évitement contre 62% quand il y avait trois navires ou plus. Cependant, l’étude n’a pas démontré que les navires d’observation nuisaient à l’état des populations.

### Échouages
On constate un échouage massif des globicéphales tropicaux dans l’Atlantique nord et dans la région des Caraïbes. Les échouages massifs sont courants chez les espèces qui forment des liens sociaux à long terme.

### Conservation
L’espèce est considérée comme relativement abondante dans toute son aire de répartition. En 2018, elle a reçu le statut de « Préoccupation mineure. » On estime la population mondiale à au moins 700 000 individus.